# Briscola
Briscola är ett italienskt kortspel och spelas med en traditionell italiensk kortlek med 40 kort eller med en vanlig fransk-engelsk kortlek, där 8:or, 9:or och 10:or tagits bort. Spelet går ut på att ta hem stick som innehåller så värdefulla kort som möjligt: i första hand ess och 3:or, i andra hand bildkort.
Vid spel med fyra deltagare är de som sitter mittemot varandra partners. Spelarna får i given tre kort var. Nästa kort i leken bestämmer trumffärg, och resten av korten bildar en talong, från vilken man kompletterar sin hand efter varje spelat stick. Vid spelet om sticken gäller att färg inte behöver följas.
Vid spel med fem deltagare får dessa åtta kort var i given. Genom en budgivning utses en spelförare, som väljer trumffärg och tillsammans med en partner spelar de mot de andra tre.